# Mar da Irlanda

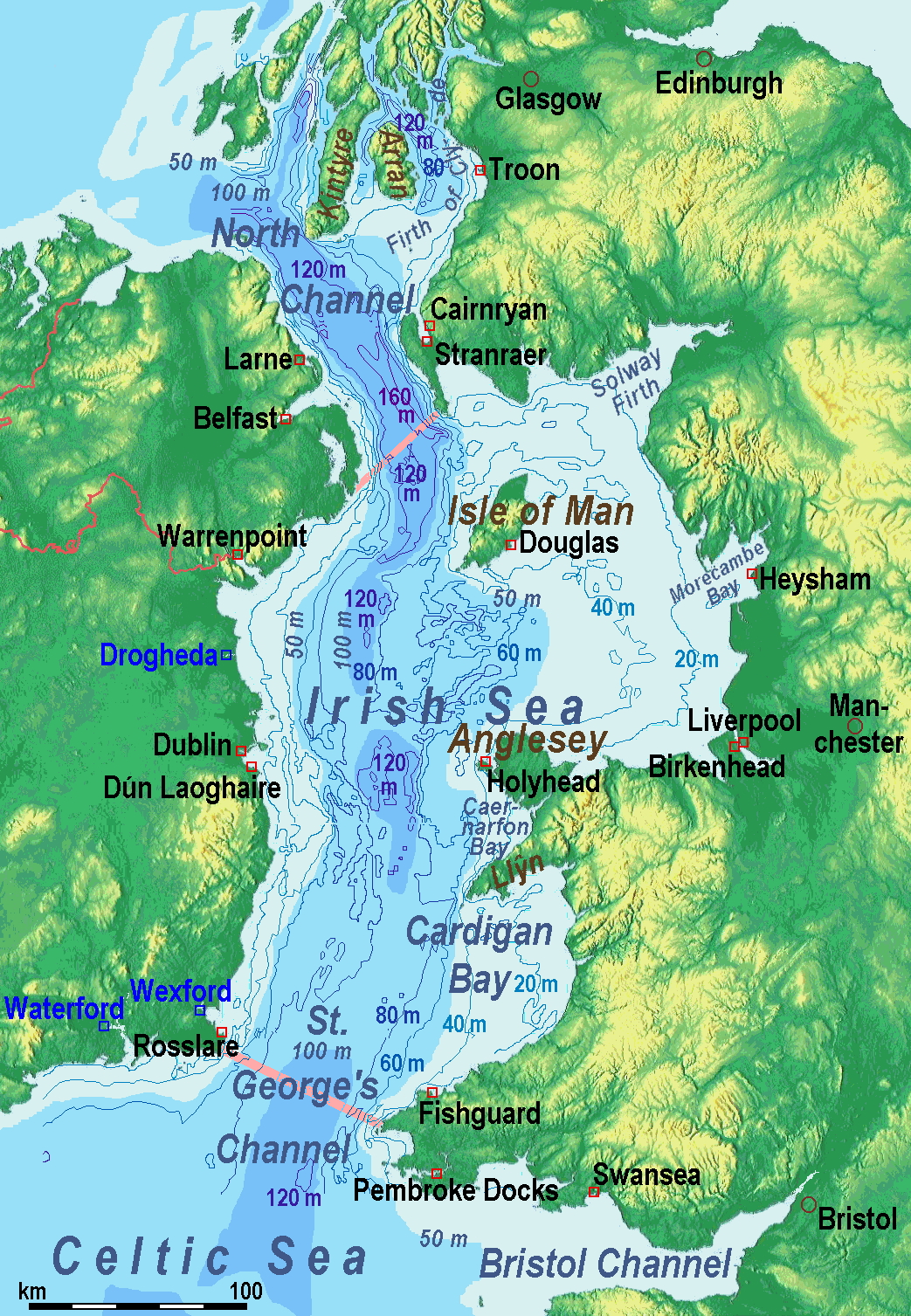
Profundidades, limitações e portos do mar da Irlanda

O Mar da Irlanda é uma faixa do oceano Atlântico localizada entre a Grã-Bretanha e a ilha da Irlanda. Comunica a sul com o Mar Celta pelo Canal de São Jorge. A maior ilha do mar da Irlanda é Anglesey, seguida pela Ilha de Man.

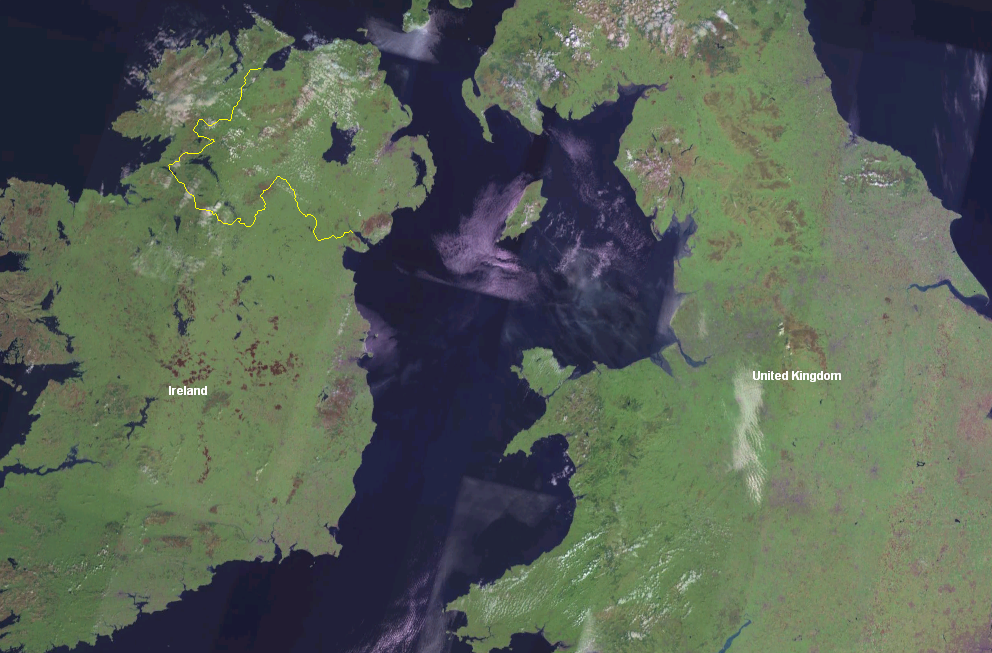

O mar é de significativa importância econômica para o comércio, navegação, transporte e produção de energia (tanto eólica quanto nuclear). Por ele, 12 milhões de passageiros e 17 milhões de toneladas de mercadorias trafegam anualmente.

## Origem e topografia
O mar da Irlanda tem sofrido uma série de mudanças dramáticas no últimos 20 mil anos visto que a Idade do Gelo acabou e foi substituída por climas mais quentes. No auge da glaciação a parte central do mar moderno foi, provavelmente, um grande lago de água doce. O gelo derreteu 10 mil anos antes do lago reconectar-se ao mar, aquela região tornou-se de água salobra, até que virasse água salgada novamente.
Ele é conectado ao Atlântico Norte tanto em seus limites do sul e do norte. Ao norte, a conexão é através do canal do Norte entre a Escócia e a Irlanda do Norte. No sul, é ligado ao oceano Atlântico através do Canal de São Jorge entre a Irlanda Oriental e Pembrokeshire no País de Gales e o mar Celta. O Mar da Irlanda é composto de um canal profundo de cerca de 300 quilômetros de extensão e 30 a 50 quilômetros de largura em seu lado oeste e baías mais rasas ao leste. A profundidade do canal oeste chega de 80 a 275 metros no Dique de Beaufort no Canal Norte. As principais baías - Cardigan Bay no sul e as águas ao leste da Ilha de Man - têm menos de 50 metros de profundidade. O mar tem um total de 2.430 km3 volume hídrico de água, dos quais 80% está ao oeste da Ilha de Man, e uma área superficial de 47.000 km². O Mar da Irlanda, em sua maior largura, é 200 quilômetros e  pode restringir-se até 75 quilômetros.

## Navegação
Ao contrário da Grã-Bretanha, a Irlanda não tem nenhum túnel ou ponte que a conecta à Europa Continental. Por causa disto, a maioria das mercadorias pesadas é feita por mar. Os portos da Irlanda do Norte manejam 10 milhões de toneladas de bens comerciais com a Grã-Bretanha anualmente, enquanto na República da Irlanda maneja  7,6 milhões de toneladas, representando 50% e 40% respectivamente de todo o comércio por peso.
O Porto de Liverpool maneja 32 milhões de toneladas de cargas e 734 mil passageiros em um ano. o Porto de Holyhead maneja a maioria do tráfego de passageiros vindos do Porto de Dublin e do Porto de Dún Laoghaire assim como 3,3 milhões de toneladas de carga.
Portos na Irlanda manejam 3,6 milhões de passageiros cruzando o mar anualmente,  o equivalente a 92% de todas as viagens pelo mar da Irlanda. Este número vem caindo drasticamente de uns anos para cá (20% desde 1999), provavelmente resultado do baixo custo das linhas aéreas.
Conexões por balsa da Grã-Bretanha à Irlanda através do Mar da Irlanda incluem as rotas de Swansea à Cork, Fishguard e Pembroke à Rosslare, Holyhead à Dún Laoghaire, Holyhead à Dublim, Cairnryan à Belfast e Larne à Cairnryan. Também há uma conexão entre Liverpool e Belfast por meio da Ilha de Man ou diretamente de Birkenhead. O maior cargueiro Ro-Ro, Ulysses, é operado pela Irish Ferries na rota de Holyhead e Porto de Dublim; A Stena Line também opera entre a Grã-Bretanha e a Irlanda. O Porto de Barrow, apesar de ser um dos maiores centros de construção naval britânica e ser a casa do único complexo de construção de submarinos do Reino Unido, é apenas um porto pequeno.

## Geografia
O Mar da Irlanda tem costas na República da Irlanda, nos quatro países constituintes do Reino Unido e na Ilha de Man.

### Cidades e vilas
Abaixo está o uma lista de cidades que costeiam o Mar da Irlanda ordenada por tamanho:
| Classificação | Cidade ou vila     | Condado                           | Região ou província    | População | País                 |
| ------------- | ------------------ | --------------------------------- | ---------------------- | --------- | -------------------- |
| 1             | Dublin             | Condado de Dublin                 | Leinster               | 527.612   | República da Irlanda |
| 2             | Liverpool          | Merseyside                        | Noroeste da Inglaterra | 447.500   | Inglaterra           |
| 3             | Belfast            | Condado de Antrim                 | Ulster                 | 333.871   | Irlanda do Norte     |
| 5             | Blackpool          | Lancashire                        | Noroeste da Inglaterra | 142.900   | Inglaterra           |
| 6             | Southport          | Merseyside                        | Noroeste da Inglaterra | 99.456    | Inglaterra           |
| 7             | Birkenhead         | Merseyside                        | Noroeste da Inglaterra | 83.729    | Inglaterra           |
| 8             | Bangor             | Condado de Down                   | Ulster                 | 76.851    | Irlanda do Norte     |
| 9             | Barrow-in-Furness  | Cúmbria                           | Noroeste da Inglaterra | 71.980    | Inglaterra           |
| 10            | Wallasey           | Merseyside                        | Noroeste da Inglaterra | 58.710    | Inglaterra           |
| 11            | Crosby             | Merseyside                        | Noroeste da Inglaterra | 51.789    | Inglaterra           |
| 12            | Morecambe          | Lancashire                        | Noroeste da Inglaterra | 45.000    | Inglaterra           |
| 13            | Lytham St Annes    | Lancashire                        | Noroeste da Inglaterra | 41.330    | Inglaterra           |
| 14            | Drogheda           | Condado de Louth                  | Leinster               | 35.190    | República da Irlanda |
| 15            | Dundalk            | Condado de Louth                  | Leinster               | 35.085    | República da Irlanda |
| 16            | Rhyl               | Denbighshire                      | Clwyd                  | 35.000    | País de Gales        |
| 17            | Bray               | Condado de Wicklow                | Leinster               | 31.901    | República da Irlanda |
| 18            | Thornton-Cleveleys | Lancashire                        | Noroeste da Inglaterra | 31.157    | Inglaterra           |
| 19            | Colwyn Bay         | Conwy                             | Clwyd                  | 30.265    | País de Gales        |
| 20            | Carrickfergus      | Condado de Antrim                 | Ulster                 | 27.201    | Irlanda do Norte     |
| 21            | Fleetwood          | Lancashire                        | Noroeste da Inglaterra | 26.840    | Inglaterra           |
| 22            | Douglas            | N/A                               | Isle of Man            | 26.218    | Ilha de Man          |
| 20            | Workington         | Cúmbria                           | Noroeste da Inglaterra | 25.978    | Inglaterra           |
| 23            | Whitehaven         | Cúmbria                           | Noroeste da Inglaterra | 25.500    | Inglaterra           |
| 24            | Dún Laoghaire      | Condado de Dun Laoghaire-Rathdown | Leinster               | 23.857    | República da Irlanda |
| 25            | Llandudno          | Conwy                             | Clwyd                  | 20.090    | País de Gales        |
| 26            | Larne              | Condado de Antrim                 | Ulster                 | 18.228    | Irlanda do Norte     |
| 27            | Wexford            | Condado de Wexford                | Leinster               | 18.163    | República da Irlanda |
| 28            | Holyhead           | Ilha Holy                         | Anglesey               | 13.659    | País de Gales        |

### Ilhas
O mar da Irlanda encontra-se entre as ilhas da Irlanda e da Grã-Bretanha. Abaixo estão listadas as ilhas do mar da Irlanda que têm mais de um quilômetro quadrado de área, ou que têm uma população permanente. Anglesey está quase ligada à ilha Holy. A ilha Holy é incluída separadamente.
| Nome              | Área (km²)   | Rank (area) | População permanente | Rank (pop.) | País                 |
| ----------------- | ------------ | ----------- | -------------------- | ----------- | -------------------- |
| Anglesey          | 675          | 01          | 56,092               | 02          | País de Gales        |
| Ilha de Man       | 572          | 02          | 84,497               | 01          | Ilha de Man          |
| Ilha Holy         | 39           | 03          | 13,579               | 03          | País de Gales        |
| Ilha de Walney    | 13           | 04          | 11,388               | 04          | Inglaterra           |
| Ilha de Lambay    | 5.54         | 05          | <10                  | 08          | República da Irlanda |
| Ilha de Bull      | 3            | 06          | <20                  | 07          | República da Irlanda |
| Ilha de Ramsey    | 2.58         | 07          | 0                    | -           | País de Gales        |
| Ilha Bardsey      | 1.79         | 09          | <5                   | 10          | País de Gales        |
| Calf of Man       | 2.50         | 08          | 0                    | -           | Ilha de Man          |
| Barrow-in-Furness | Desconhecido | -           | 2,616                | 05          | Inglaterra           |
| Ilha de Roa       | Desconhecido | -           | 100                  | 06          | Inglaterra           |
| Ynys Gaint        | Desconhecido | -           | <10                  | 08          | País de Gales        |
| Ilha de Piel      | 0.20         | -           | <5                   | 10          | Inglaterra           |
| Ynys Castell      | Desconhecido | -           | <5                   | 10          | País de Gales        |
| Ynys Gored Goch   | 0.004        | -           | <5                   | 10          | País de Gales        |

## Ambiente

### Biodiversidade
A mais acessível e possivelmente a maior vida selvagem no Mar da Irlanda encontra-se nos Estuários: particularmente no Estuário de Dee, Estuário de Mersey, Estuário de Ribble, Baía de Morecambe, entre outros. No entanto, a vida selvagem também depende dos penhascos, sapais, dunas e do solo oceânico.
O conhecimento dos invertebrados do solo oceânico do Mar da Irlanda é bastante heterogêneo, porque é difícil pesquisar uma área tão vasta, onde a visibilidade subaquática é muitas vezes pequena e a exploração muitas vezes depende de analisar um material trazido do solo oceânico em garras mecânicas. Contudo, os agrupamentos animais presentes dependem de uma grande extensão em que o solo oceânico é composto ou por rochas, seixos, cascalhos ou por até mesmo turfas.
Partes do leito do Mar da Irlanda são muito ricos em vida selvagem. No solo oceânico do sudoeste da Ilha de Man é particularmente notável por suas raridades e diversidade, como o Modiolus modiolus no Lago Strangford. Vieiras são encontradas em regiões de cascalho.